# ميساء مغربي
ميساء مغربي (19 أغسطس 1978 -)، ممثلة ومذيعة مغربية وإماراتية، يتمركز نشاطها الفني في دول الخليج.

## حياتها ومسيرتها
ولدت بمدينة مكناس في المغرب، وعاشت طفولتها في السعودية. استكملت دراسة إدارة الأعمال في باريس، حيث تخصصت في التسويق. كانت بدايتها في عروض الأزياء، ثم عملت كموديل في فيديو كليب «جزاك الله حبيبي خير» للمغني فايز السعيد، إلى عام 2000، حيث حصلت على فرصة التمثيل في المسلسل السعودي «الديرة نت»، لكن نجاحها ظهر عندما قدمت بدور الكنة الشريرة في المسلسل القطري «حكم البشر». بعد ذلك شاركت في العديد من الأعمال الخليجية والعربية، سواء في التلفزيون والمسرح والسينما، حيث قامت بأدوار تنوعت بين الشر والخير، من أبرزها الدور الذي لعبته في مسلسل «الدنيا لحظة» في الكويت عام 2004، حيث لعبت دور الفتاة التي تعرضت للاعتداء الجنسي في طفولتها، وكذلك برزت موهبتها في دور الفتاة الثرية الذي لعبته خلال سلسلة «هوامير الصحراء».

### تقديم البرامج
في عام 2008 قدمت فوازير رمضان - وراها وراها لصالح قناة الراي، وفي عام 2013 قدّمت برنامج المليونير في قناة دبي وهو عبارة عن النسخة الثانية لبرنامج من سيربح المليون، والذي قدمه الإعلامي اللبناني جورج قرداحي. وفي عام 2015 قدمت «برنامج رتينق» الذي عرض في شهر رمضان، وقد شاركها في تقديمه وسام بريدي. عُرِض البرنامج على قناتي تلفزيون أبو ظبي وإم تي في.

## حياتها الخاصة
تزوجت ثلاث مرات، منها زواجها من رجل أعمال إماراتي يدعى «أحمد بادي»، والذي طُلقت منه بعد ذلك. كما اقتحمت شقيقتها أمينة مجال التمثيل باسمها الفني نينا خلال دور البطولة الذي لعبته في كريمة.

## أعمالها

### المسلسلات
| سنة الإنتاج | اسم المسلسل                                           | بمشاركة                                                                          |
| ----------- | ----------------------------------------------------- | -------------------------------------------------------------------------------- |
| 2000        | الديرة نت                                             | خالد سامي، عبد الناصر درويش، لطيفة المجرن، فاطمة الحوسني                         |
| 2002        | نورة                                                  | هيفاء عادل، عبد العزيز جاسم، زينب العسكري، منى عبد المجيد٠ فايز المالكي          |
| 2002        | حكم البشر                                             | سعاد عبد الله، عبد العزيز جاسم، سميرة أحمد، هدى الخطيب، هيفاء حسين               |
| 2003        | درب المحبة                                            | عبد العزيز جاسم، مرح جبر، ليلى السلمان، فاطمة الحوسني، منى شداد                  |
| 2003        | أدهم وزينات والثلاث بنات                              | فردوس عبد الحميد، فاروق الفيشاوي                                                 |
| 2004        | هية خفية - برنامج كوميدي                              |                                                                                  |
| 2004        | الدنيا لحظة                                           | حياة الفهد، غازي حسين، عبد الإمام عبد الله، يلدا، محمود بوشهري                   |
| 2005        | جبروت إمراة                                           | حياة الفهد، عبير الجندي، نايف الراشد، عبير أحمد، أحمد إيراج                      |
| 2006        | أسوار                                                 | علي السبع، أسمهان توفيق، حسن عسيري، عبد الرحمن العقل                             |
| 2006        | جادة 7                                                | سعاد عبد الله، محمد المنصور، منصور المنصور، حسين المنصور، سعاد علي               |
| 2007        | أخوات موسى                                            | علي السبع، شمعة محمد، هيفاء حسين، لمياء طارق                                     |
| 2007        | صياحة صياحة                                           | الفنانة السورية منى واصف، محمد العيسى، فخرية خميس، هدى الخطيب                    |
| 2007        | الليلة الثانية بعد الألف                              | أمل عرفة، عابد فهد، قمر خلف                                                      |
| 2007        | عرس الدم                                              | غازي حسين، هدى الخطيب، عبد المحسن النمر، شجون الهاجري                            |
| 2008        | غلطة نوف                                              | عبد الرحمن الخريجي، حسين المنصور، ماجد مطرب                                      |
| 2009        | فنجان الدم                                            | جمال سليمان، باسم ياخور، عبد المحسن النمر، غسان مسعود                            |
| 2009        | هوامير الصحراء - ثلاث مواسم، الثاني 2010 والثالث 2011 | سعد خضر، مطرب فواز، أميرة محمد، بثينة الرئيسي                                    |
| 2010        | أوراق الحب - جزئين، الثاني بعام 2011                  | ليلى السلمان، سيف الغانم، شهاب جوهر                                              |
| 2011        | كريمة                                                 | إبراهيم الحربي، عاكف نجم، نينا مغربي                                             |
| 2012        | لعبة المرأة الرجل                                     | إبراهيم الحربي، إبراهيم الزدجالي، شهاب جوهر، أميرة محمد                          |
| 2014        | للحب جنون                                             | عبد المحسن النمر، صمود، شيماء سبت، إلهام علي، أبرار سبت                          |
| 2015        | منا وفينا                                             | عبد الله السدحان، محمد العيسى، عبد المحسن النمر                                  |
| 2015        | قابل للكسر                                            | محمود بوشهري، أحمد السلمان، باسمة حمادة، شيماء علي، يعقوب عبد الله، مرام البلوشي |
| 2015        | مولانا العاشق                                         | مصطفى شعبان، محمد لطفي، محمد الشقنقيري، حنان سليمان                              |
| 2015        | لهفة                                                  | دنيا سمير غانم، سمير غانم، محمد سلام                                             |
| 2016        | سمرقند                                                | عابد فهد، يارا صبري، يوسف الخال، أمل بوشوشة                                      |
| 2016        | المغني                                                | محمد منير، رانيا فريد شوقي، ميرهان حسين                                          |
| 2017        | قلبي معي                                              | محمود بوشهري، إبراهيم الزدجالي، روجينا                                           |
| 2020        | واكلينها والعة - الجزء الثاني                         | شريف رمزي، مي سليم، إنجي وجدان                                                   |
| 2020        | كنا أمس                                               | إبراهيم الزدجالي، خالد أمين، شيماء سبت، حسين المهدي                              |
| 2023        | آدم وحواء                                             | محمد العلوي، هدى الخطيب، ريم ارحمة، محمد صفر                                     |

### المسرحيات
| سنة الإنتاج | المسرحية         | بمشاركة                     |
| ----------- | ---------------- | --------------------------- |
| 2001        | دو ري مي فاصوليا | سمير غانم، ميمي جمال        |
| 2004        | صح النوم يا عرب  | حياة الفهد، عبد العزيز جاسم |
| 2009        | الهامورة         | أغادير السعيد، شهد          |
| 2010        | بنات فاطمة       | عبير أحمد، أغادير السعيد    |
| 2012        | رحلة عمر         | بشار الشطي، حلا الترك       |

### الأفلام
| سنة الإنتاج | الفيلم       | بمشاركة                      |
| ----------- | ------------ | ---------------------------- |
| 2006        | طرب فاشن     | عبد الناصر درويش، حسن البلام |
| 2010        | عقارب الساعة | علي حسن، صلاح درويش          |
| 2020        | نجد          | حياة الفهد، إبراهيم الحربي   |
| 2020        | 321 أكشن     | ماجد مطرب فواز               |

## جوائز وترشيحات
- جائزة "أفضل مقدمة برامج عربية لعام 2020" عن برنامج "كروز".[7]

## وصلات خارجية
- ميساء مغربي على موقع IMDb (الإنجليزية)
- ميساء مغربي على موقع قاعدة بيانات الأفلام العربية